# Popol Vuh
Popol Vuh je sveta knjiga majevske civilizacije. Zaradi pustošenja konkvistadorjev je bila uničena in kasneje rekonstruirana, zato se pojavljajo dvomi o avtentičnosti njenega sporočila. Prvotna knjiga naj bi vsebovala zgodovinske zapiske o tem ljudstvu, njihova znanstvena odkritja in prerokbe.